# Wandelkonzert

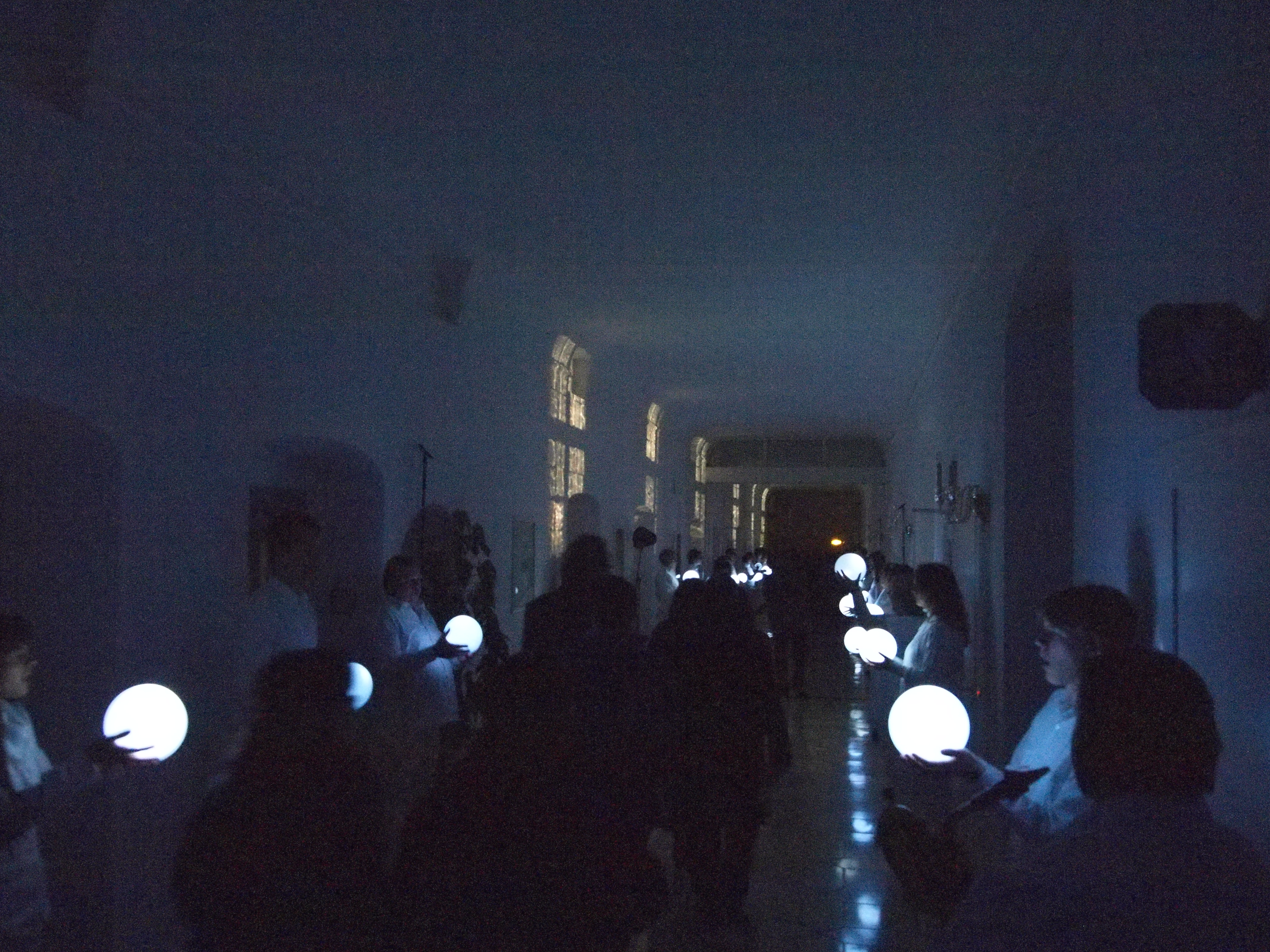
Wandelkonzert mit Claudio Puntin, Steffen Schorn und Chor im Kloster Irsee

Als Wandelkonzert bezeichnet man ein Konzert, bei dem die Zuhörer sich zwischen den einzelnen Darbietungen bzw. Instrumenten oder Tonträgern bewegen.
Diese Form des Konzerts wird v. a. in Museen und ähnlichen Einrichtungen gepflegt, in denen die Instrumente an festen Plätzen stehen, so dass die Besucher den Standort wechseln müssen, wenn ein neues Instrument erklingen soll. Beliebt sind z. B. die Wandelkonzerte in Schloss Benrath, im Deutschen Musikautomaten-Museum im Schloss Bruchsal und innerhalb der sommerlichen Veranstaltungsreihe „KlangArt“ im Skulpturenpark Waldfrieden in Wuppertal.
Jedes Jahr vom ersten bis zum dritten Juliwochenende findet in Altensteig der „Musiksommer Altensteig“ statt, der traditionell am 3. Wochenende um 16 Uhr mit dem Wandelkonzert ausklingt. Das Wandelkonzert startet am Rathaus in Altensteig und verläuft durch die historische Altstadt, über viele Treppenstufen und musikalische Zwischenstationen. Die Musikdarbietungen finden ihren Ausklang in der Evangelischen Stadtkirche der Flößerstadt.